# Indira Terrero
Indira Terrero (La Habana; 29 de noviembre de 1985) es una atleta española de origen cubano, especialista en la prueba de 400 m en la que llegó a ser medallista de bronce europea en 2014.

## Carrera deportiva
En el Campeonato Europeo de Atletismo de 2014 ganó la medalla de bronce en los 400 metros, corriéndolos en un tiempo de 51.38 segundos, llegando a meta tras la italiana Libania Grenot (oro con 51.10 s) y la ucraniana Olha Zemlyak (plata).